# Chapman Square
Chapman Square è il primo album in studio del gruppo pop rock britannico Lawson, pubblicato nell'ottobre 2012.

## Tracce
Edizione Standard
1. Standing in the Dark – 3:23
2. Gone – 4:10
3. Taking Over Me – 3:10
4. Everywhere You Go – 3:14
5. Waterfall – 3:20
6. When She Was Mine – 3:38
7. Make It Happen
8. Learn to Love Again – 3:25
9. Stolen – 3:55
10. You'll Never Know – 3:37
11. You Didn't Tell Me – 3:26
12. The Girl I Knew – 3:59

Tracce bonus Edizione Deluxe
1. Anybody Out There? – 2:44
2. Who You Gonna Call – 3:20
3. Red Sky – 3:16
4. Touch – 3:37
5. Taking Over Me (Acoustic version) – 3:18
6. When She Was Mine (Acoustic version) – 3:49

Tracce bonus Chapman Square Chapter II
1. Brokenhearted (featuring B.o.B) – 3:31
2. Juliet – 3:15
3. Love Locked Out – 3:37
4. Are You Ready? – 3:34
5. Back to Life – 3:15
6. Parachute – 3:05

## Classifiche
| Classifica (2012) | Posizione massima |
| ----------------- | ----------------- |
| Regno Unito       | 4                 |